# Remi van Ekeris
Remi van Ekeris (23 september 2002) is een Nederlands voetballer die doorgaans als middenvelder speelt. Hij komt uit voor Telstar.

## Clubcarrière
Van Ekeris maakte zijn seniorendebuut bij zijn jeugdclub FC Lisse, dat uitkwam in de Derde divisie. In de januari 2022 ging hij naar FC Emmen, dat uitkwam in de Eerste divisie. Emmen promoveerde naar de Eredivisie, maar Van Ekeris kwam niet in actie voor het eerste elftal. In januari 2023 keerde hij weer terug bij zijn oude club FC Lisse, dat ondertussen was gepromoveerd naar de Tweede divisie.
Medio 2024 keerde Van Ekeris weer terug bij een club in het betaald voetbal, ditmaal bij Telstar. Hij debuteerde op 16 augustus tegen FC Eindhoven (0-3). Hij verving in de 78e minuut Mitch Apau. Van Ekeris speelde ook drie play-offwedstrijden om promotie, welke met een gelijkspel en een winst op Willem II werden gewonnen, waardoor hij met Telstar promoveerde naar de Eredivisie.

## Statistieken
| Seizoen | Club     | Competitie     | Competitie | Competitie | Beker | Beker | Overig | Overig | Totaal | Totaal |
| Seizoen | Club     | Competitie     | Wed.       | Dlp.       | Wed.  | Dlp.  | Wed.   | Dlp.   | Wed.   | Dlp.   |
| ------- | -------- | -------------- | ---------- | ---------- | ----- | ----- | ------ | ------ | ------ | ------ |
| 2020/21 | FC Lisse | Derde divisie  | 5          | 1          | 2     | 0     | 0      | 0      | 7      | 1      |
| 2021/22 | FC Lisse | Derde divisie  | 13         | 3          | 2     | 0     | 0      | 0      | 15     | 3      |
| 2021/22 | FC Emmen | Eerste divisie | 0          | 0          | 0     | 0     | 0      | 0      | 0      | 0      |
| 2022/23 | FC Emmen | Eredivisie     | 0          | 0          | 0     | 0     | 0      | 0      | 0      | 0      |
| 2022/23 | FC Lisse | Tweede divisie | 15         | 0          | 0     | 0     | 0      | 0      | 15     | 0      |
| 2023/24 | FC Lisse | Tweede divisie | 33         | 4          | 1     | 1     | 0      | 0      | 34     | 5      |
| 2024/25 | Telstar  | Eerste divisie | 17         | 0          | 0     | 0     | 3      | 0      | 20     | 0      |
| Totaal  | Totaal   | Totaal         | 83         | 9          | 5     | 1     | 3      | 0      | 91     | 9      |

Bijgewerkt op 2 juni 2025.